# Air Itam (Sanga Desa)
Air Itam is een bestuurslaag in het regentschap Musi Banyuasin van de provincie Zuid-Sumatra, Indonesië. Air Itam telt 395 inwoners (volkstelling 2010).